# Список городов Древней Руси

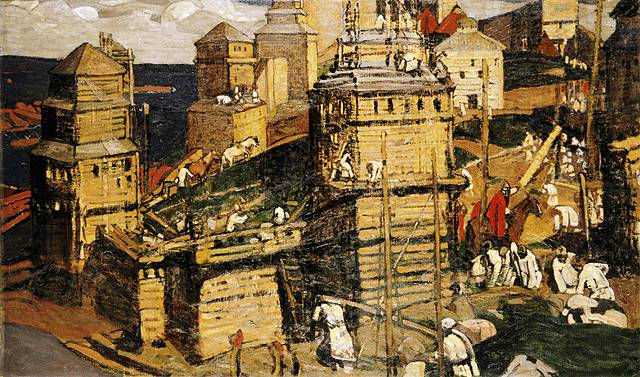
Николай Рерих, «Город строят», 1902

На протяжении веков число городов в Древней Руси, упоминаемых в летописях и других источниках, неуклонно росло. В IX—X веках упоминаются 25 городов, в XI веке — ещё 64, в XII веке — ещё 135 и в XIII веке к ним добавляются ещё 47 городов. Всего ко времени нашествия Батыя Киевская Русь насчитывала до 300 городов или в среднем по 20—25 на княжество. Помимо них существовали безымянные укрепленные поселения, порой довольно крупные. Всего их насчитывалось более тысячи. Соотношение городов и таких поселений в различных областях составляло от 1:3 до 1:7. При этом, эти укрепления в летописях не считались городами. Вероятно, летописцы относили их к погостам или слободам.
По мнению историка и археолога В. П. Даркевича, в домонгольской Руси можно выделить три периода градообразования: середина X — первая половина XI века; вторая половина XI — середина XII века; вторая половина XII — до 1237—1240 годов. В первый период идёт массовое строительство городов по Днепру и Волхову. На второй период приходится начало феодальной раздробленности на Руси — в это время возрастает роль малых и периферийных городов. Третий период характеризуется максимальным развитием древнерусского города и его культуры.
Крупные города имели сложные оборонительные системы. Отдельно защищался детинец — центр города. Укрепления покрывали значительную территорию, в случае опасности за ними могло укрыться не только население города, но и его окрестностей. Каждый такой город был и княжеской резиденцией со своим княжеским двором (до 2000 м2). В то же время, в ряде городов, таких как Новгород, Киев, Рязань и Смоленск, существовали и дворы обычных горожан (до 600 м2). Наличие дворов в значительной степени сказалось на городской планировке. Как правило, одна-две улицы проходили вдоль рек и пересекались малыми улочками и переулками. Ещё одной характерной чертой русского города XI—XIII веков было обязательное наличие церкви или храма. В древнерусских городах насчитывалось от двух-трёх, до нескольких десятков церквей. Монастыри могли располагаться и вне города.
Академик Б. А. Рыбаков выделял следующие функции города в Древнерусском государстве: военная, экономическая, административная, идеологическая и культурная. По его мнению, с социальной точки зрения древнерусский город был местом концентрации феодальной знати. Схожие функции выделял и В. П. Даркевич.

## Расположение городов
| Города Древней Руси на картах | Города Древней Руси на картах |
| --- | --- |
| Города, основанные: — в IX веке — в X веке — в XI веке — в XII веке — в XIII веке до монгольского нашествия | Города по значимости: — столицы династии Рюриковичей — прочие города |
| Нвг Киев Изб Плц Рст Мрм Лдг Блз Смл Лбч Пск ПрР Чрн Псч? Вшг Иск Втч Врч БлК Рдн Тур Прм Чрв Вас Ярв Угр Врщ Дрг Щек Сан СздЯрс Изс Крс Трп Влн Брс Втб Усв Тмт ГрК Белз Юрв Воин Кпс Мнк Рша Снс Глт? Нжн Рсц Дрг Олш Луцк Звг Дрц Прв Псн Прл Жлн? Трч Трп ЮрК Брд Вырь Грш Зрб Лгж Лбн Мкл Рмн Рзн ПРз Зрс Клм Прн РсР Тул ЯрЗ Кдм Грц ГрМ Юрц Угл Мск ПрЗ Кст ЮрП Твр Дмт Влг Усг Мст Рсл Елн Трж Луки Олц ВлЛ Рус Бор Грд Брн Вщж Глх Елц Крм Лвн Мцн НвС Нвс Птв Трб Беж Ржв Збц Мжк Взм Крс Ргч Нгд Слц Клц Брл Крч Прп Мзр Ччр Рчц Двд Влк Гом Жзд Кзл Нрн Ксн Блв СтК Бгл Лпс Мсл Крч Врт Ддс Свс Тшл Рлс Олг ГлМ Стд Уст? Хлп Бжс Всж Здв Прм Пнс Стс Трл Трс Шпл Дбн Ост Чрт Влд НжНГорода Древней Руси на карте Восточно-Европейской равнины. | Киев Лбч ПрР Вшг Иск Втч Врч БлК Рдн Вас ГрК Воин Рсц Жлн? Трч Трп ЮрК Зрб Уст? Хлп ЗдвГорода Древней Руси на карте окрестностей Киева. Рст Мрм СздЯрс ВлдГорода Древней Руси на карте окрестностей Владимира. |
| \| Прм Брс Дрг Трл ОстГорода Древней Руси на карте Волыни и Галицкой земли. \| Лбч Крс ПрР Чрн СтдГорода Древней Руси на карте Черниговской и Северской земли. \| | Мрм РзнГорода Древней Руси на карте окрестностей Рязани. |
| IX век: Новгород (Нвг), Киев, Изборск (Изб), Полоцк (Плц), Ростов (Рст), Муром (Мрм), Ладога (Лдг), Белоозеро (Блз), Смоленск (Смл), Любеч (Лбч) X век: Псков (Пск), Переяславль-Русский (ПрР), Чернигов (Чрн), Пересечен (Псч), Вышгород (Вшг), Искоростень (Иск), Витичев/Святополч (Втч), Вручий (Врч), Белгород-Киевский (БлК), Родня (Рдн), Туров (Тур), Перемышль (Прм), Червень (Чрв), Василёв (Вас), Торжок (Трж), Брянск (Брн), Глухов (Глх), Новгород-Северский (НвС), Новгородок (Нгд) XI век: Изяславль (Изс), Курск (Крс), Торопец (Трп), Волынь (Влн), Берестье (Брс), Витебск (Втб), Усвят (Усв), Тмутаракань (Тмт), Суздаль (Сзд), Городец под Киевом (ГрК), Белз, Юрьев (Юрв), Воин, Копыс (Кпс), Меньск (Мнк), Рша, Сновск (Снс), Голотическ (Глт), Нежатин (Нжн), Ростовец (Рсц), Ярославль (Ярс), Дорогобуж (Дрг), Олешье (Олш), Луцк, Звенигород Червенский (Звг), Друцк (Дрц), Переволока (Прв), Песочен (Псн), Прилук (Прл), Желань (Жлн), Торческ (Трч), Триполь (Трп), Юрьев (ЮрК), Броды (Брд), Вырь, Горошин (Грш), Заруб (Зрб), Логожск (Лгж), Лубно (Лбн), Микулин (Мкл), Римов (Рмв), Ромен (Рмн), Рязань (Рзн), Стародуб Северский (Стд), Устье (Уст), Халеп (Хлп), Бужск (Бжс), Всеволож (Всж), Здвижень (Здв), Перемиль (Прм), Пинск (Пнс), Сутейск (Стс), Теребовль (Трл), Турийск (Трс), Шеполь (Шпл), Дубно (Дбн), Острог (Ост), Черторыйск (Чрт) XII век: Владимир Залесский (Влд), Переславль-Залесский (ПрЗ) XIII век: Нижний Новгород (НжН), Ржев (Ржв), Зубцов (Збц), Вязьма (взм), Можайск (Мжк), Юрьевец (Юрц), Мосальск (Мсл), Кадом (Кдм), Олонец (Олн) В силу неясного местоположения на картах не обозначены следующие города списка: Обров, Одреск, Святославль | |
| Прм Брс Дрг Трл ОстГорода Древней Руси на карте Волыни и Галицкой земли. | Лбч Крс ПрР Чрн СтдГорода Древней Руси на карте Черниговской и Северской земли. |

## Список городов
Список городов дан в хронологическом порядке упоминания в письменных источниках.
Представленный ниже список не может считаться полным и исчерпывающим, поскольку:
- некоторые топонимы, упоминаемые в письменных источниках и считающиеся частью исследователей городами, не находят однозначных археологических соответствий (Желань, Обров и другие);
- обнаружено большое число руин древнерусских городов, названия которых не удаётся отыскать в письменных источниках (например, Райковецкое или Крапивенское городища);
- первое упоминание того или иного города в источнике не всегда указывает на время его основания: археологические изыскания позволили заключить, что Волковыеск (упомянут в 1252 году), Городеск (1257), Гороховец (1239), Губин (1241), Деревич (1241), Колодяжин (1240), Коломыя (1240), Кудин (1241), Любомль (1287), Мельница (1247), Новгородок (1252), Переяславль Рязанский (1301) и многие другие города[9] возникли значительно раньше монгольского нашествия[10];
- нельзя исключать открытие в будущем неизвестных до сих пор археологических памятников, соответствующих тому или иному древнерусскому городу.

### IX век
Письменных свидетельств о существовании на Руси городов ранее IX века не известно. Однако русские летописи сообщают о существовании в IX—X веках уже свыше двух десятков городов. К IX веку относится десять указаний на города:

### X век
К X веку относятся упоминания пятнадцати городов.

### XI век
К XI веку относятся упоминания более шестидесяти городов.

### XIII век (до монгольского нашествия)
В данном разделе списка перечислены города, первые упоминания о которых относятся к XIII веку. Раздел ограничен периодом до завершения монгольского нашествия на Русь (1201—1240 годы).

## См. такжe
- Список русских городов дальних и ближних
- Список древнерусских городов Орловской области

## Комментарии
1. ↑  местонахождение — предмет дискуссий
2. ↑  местонахождение — предмет дискуссий
3. ↑  местонахождение точно не установлено
4. ↑  местонахождение — предмет дискуссий, предположительно город располагался в устье Трубежа
5. ↑  В летописях (в сравнительно позднем своде) Новгород упоминается впервые под 859 годом. К середине X века относится упоминание Новгорода в трактате Об управлении империей византийского императора Константина Багрянородного[13] 
В некоторых работах в качестве года первого упоминания Новгорода указывается 862[12].
6. ↑  По летописи основание Киева относится к легендарным временам (легенда о Кие, Щеке и Хориве)[15]. Впервые упоминается в русских летописях под конкретным годом (860 год) в связи с походом Руси на Византию[14][16].
7. ↑  В летописях упомянут в числе древнейших русских городов[12] как центр кривичей[20]. Первое упоминание в летописях под 863 годом в позднем Устюжском летописном своде[19]. В Ипатьевской летописи Смоленск упоминается под 882 годом[21]. Упоминается в трактате Об управлении империей византийского императора Константина Багрянородного в середине X века (между 948 и 952 годами).
8. ↑  По мнению академика Б. А. Рыбакова располагался в южном течении Днепра. По мнению профессора Московского Университета Н. И. Надеждина, история города Пересечень связана с селом Пересечино в Бессарабии (ныне Оргеевский район Молдавии)[22][23].
9. ↑  Впервые упоминается в трактате Об управлении империей византийского императора Константина Багрянородного в середине X века в связи с описанием сбыта полюдья. В XI веке запустел[24]. В 1095 году на Витичевском холме был построен новый город, Святополч[25]. Считается, что Уветичи, где состоялся съезд князей 1097—1100 годов, и Витичев — один и тот же город[26]
10. ↑  По результатам археологических исследований, которые проводились в 1950—1960-х годах польскими археологами, Червен локализуется около села Чермно, в Люблинском воеводстве[27].
11. ↑  Впервые упоминается под 1127 годом, но в летописи помещён рассказ о построении этого города Владимиром Святославовичем для сына Изяслава и его матери Рогнеды.
12. ↑  Курск впервые упоминается в Житии Феодосия Печерского (не ранее 1032, когда Днепровское левобережье перешло во владение Ярослава Мудрого). В указанной летописи Курск описывается как крупный город с развитой торговлей и значительным количеством жителей; входил в Черниговское, затем в Переяславское и Новгород-Северское княжества. Первое упоминание в Лаврентьевской летописи — под 1095 годом. 1095 год считается также годом основания Курского удельного княжества, существовавшего В XI—XIII веках[32].
13. ↑  Существование Торопца в первой половине XI века подтверждается упоминанием Печерского патерика об Исаакии Затворнике. Исаакий был в миру купцом из Торопца («бе купець родом торопчанин»). В Печерский монастырь он пришёл ещё при жизни Антония, следовательно, в первой половине XI века[28].
14. ↑  Существовал под различными названиями до вхождения в состав Руси и после прекращения существования Тмутараканского княжества. Тмутаракань впервые упоминается в русских летописях в 1022 году, но существовала ранее, так как названа в числе городов, розданных Владимиром Святославичем сыновьям, следовательно, до 1015 года[38].
15. ↑  По версии Тихомирова М. Н., основание Суздаля должно датироваться ранее, чем XI веком, на основании того, что в летописи под 1024 годом  упоминается как город, явно существовавший значительно ранее[39].
16. ↑  Отождествляется с городищем Городок Песочный на левом берегу Днепра (ныне территория Киева, местность Выгуровщина-Троещина)[41].
17. ↑  Впервые упомянут в Ипатьевской летописи под 1116 годом[43], в Никоновской летописи упоминается под 1059[44]. При этом в уставной грамоте Ростислава Мстиславоввича 1136 года городом явно не назван.[42]
18. ↑  Местоположение Голотическа в настоящее время не определено. Известен битвой полоцкого князя Всеслава Брячиславича с волынским и туровским князем Ярополком Изяславичем, состоявшееся в 1071 году.
19. ↑  Находился либо близ села Малая Ростовка Винницкой области, либо близ села Раставица Житомирской области.
20. ↑  Разрушен монголами. Не возродился.
21. ↑  Предполагается, что на месте города Переволока располагается село Переволочная Черниговской области Украины. В частности в таблице (карте) «Древнерусские летописные города XI в.» книги «Древняя Русь. Город, замок, село» серии «Археология СССР» Переволока указана именно на этом месте[53]. По версии В.П. Нерознака, город располагался недалеко от Днепра[52]
22. ↑  Как город рассматривается Тихомировым М. Н.[35]. Возможно, река или местность к юго-западу от Киева[55]. Река Желань (Борщаговка), в районе которой, вероятно, находился город, протекает на юго-западе Киева.
23. ↑  С летописным Торческом исследователи связывают огромное (около 90 га) городище — в 38 км к востоку от Белой Церкви, между сёлами Ольшаница и Шарки Белоцерковского района Киевской области.
24. ↑  Построен в 1095 году на Витичевском холме, где ранее располагался другой город (Витичев), пришедший в запустение.[25]
25. ↑  Точное местоположение Юрьева не известно, предположительно его помещают на старом городище поблизости от Белой Церкви.
26. ↑  Ныне существуют остатки древнего городища у стечения рек Вир и Крыга, близ города Белополье.
27. ↑  В летописи впервые упомянут в 1127 году, однако назван в поучении Владимира Мономаха.
28. ↑  Упоминается впервые в поучении Владимира Мономаха.[63].
29. ↑  М. Н. Тихомиров[46] называет Обров в числе городов XI века. Однако, Барсов полагает Обров урочищем: в комментарии к «Поучению» (ПЛДР, XI — начало XII в., 461): «Обровъ — урочище в Переяславском княжестве, но неясно, где именно»[64].
30. ↑  Упоминается в Поучении Владимира Мономаха под 1096 годом. Расположение точно не известно, существует две версии: по одной, Одреск находился в Полоцкой земле, по другой, в Черниговской[65].
31. ↑  Упоминается в Поучении Владимира Мономаха под 1096 годом. Относительно расположения существует несколько версий. Наиболее убедительной считается версия курского археолога Ю. А. Липкинга, идентифицировавшего город с Гочевским археологическим комплексом на реке Псёл, который находится в недалеко от села Гочев в Бобравском сельсовете Беловского района Курской области.
32. ↑  Упоминается в Поучении Владимира Мономаха под 1096 годом[67].
33. ↑  Упоминается в Поучении Владимира Мономаха под 1096 годом.[68] Местоположение не определено. По версии Леонида Махновца может быть отождествлен с Родней[69].
34. ↑  Впервые упоминается впервые в поучении Владимира Мономаха под 1096 годом[71].
35. ↑  Предположительно, находился в устье Трубежа[73].
36. ↑  Упоминается в Поучении Владимира Мономаха под 1096 годом[74].
37. ↑  Городище Всеволожа расположено на берегу Западного Буга близ села Старгород Шептицкого района Львовской области.
38. ↑  Согласно Энциклопедии Брокгауза и Эфрона, Здвижень вероятно находился на месте села Здвижка Житомирской области.
39. ↑  Являлся центром узкой полосы левобережных владений Киевского княжества, непосредственно граничащих с Переяславским княжеством[80].
40. ↑  В литературе указывается две альтернативных даты основания Владимира: 1108 и 990 годы. В советский период было установлено, что Владимир был основан князем Владимиром Мономахом около 1108 года. Этой датировки придерживался и виднейший специалист по владимирской археологии Николай Воронин[83].
В 1990-х годах владимирские краеведы высказались за перенос даты основания города на 990 год[84]. В обоснование этой даты приводятся известия ряда поздних (XV—XVII веков) летописных источников. Во всех этих текстах указывается, что Владимир-на-Клязьме основал Владимир Святославич в 990 году. Альтернативную датировку основания Владимира в то время поддержал академик Дмитрий Лихачёв[85].
41. ↑  Местоположение не определено
42. ↑  Впервые упомянут в летописи под 1127 годом. При этом В.Н. Татищев считал, что в 1102 году князь «Борис Всеславич ходил на ятвяг и, победя их, возвратясь, поставил град во своё имя и людьми населил»[86].
43. ↑  Впервые упомянут в летописи под 1127 годом. Вячеслав Ярославич из Клецка принимал участие в походе на Полоцкое княжество[90]
44. ↑  Впервые упоминается впервые под 1135 годом в качестве места сбора новгородского и киевского войск[92].
45. ↑  Впервые упомянут в уставной грамоте Ростислава Мстиславоввича 1136 года как город. Исследователями называются несколько вариантов предположительного расположения Вержавска. Так Орловский И.И. и Алексеев Л.В. определяют его местонахождение на месте городища на территории современного Воробьёвского сельского поселения Демидовского района Смоленской области, в районе озер Ржавец и Поганое, на правом берегу Гобзы, в 600 метрах западнее деревни Городище. Другие варианты: Ржев, Вережуй на реке Вержа[93].
46. ↑  Исследователями соотносится с городищем, расположенным рядом с деревней Залучье Псковской области, на северо-западном берегу Жижицкого озера. Впервые упомянут в уставной грамоте Ростислава Мстиславоввича 1136 года как волость, городом явно не назван. В качестве города упомянут в епископской грамоте начала XIII века «О погородьи». В летописях впервые отмечен под 1245 годом[95].
47. ↑  Местоположение точно не установлено. Основные версии: у деревни Лучин на Днепре южнее Рогачёва (Седов В.В.); Лучин-городок, недалеко от Дорогобужа;  у деревни Лучин на реке Ельше (П.В, Голубовский, А.Н. Насонов); на Лучанском озере вблизи волока из Двины в Полу (Н.П. Барсов). Впервые упомянут в уставной грамоте Ростислава Мстиславоввича 1136 года как волость, городом явно не назван. В качестве города упомянут в епископской грамоте начала XIII века «О погородьи». В Ипатьевскрой летописи отмечен под 1173 годом[95].
48. ↑  Впервые упоминается в уставной грамоте Ростислава Мстиславоввича 1136 года как волость, городом явно не назван[97].
49. ↑  Впервые упоминается в уставной грамоте Ростислава Мстиславоввича 1136 года: «…в Оболове гостинная дань, что ся в ней снидется, из того святей Богородици и епископу десятина»[98]. Под 1147 годом упоминается в Ипатьевской летописи: «Выбегоша посадничи Володимери и Изяславли из Вятич, из Брянска, и из Мьченьска, и из Блове…»[99], или «…из Дьбряньска … и из Облове»[100]. Подавляющее большинство исследователей поддерживает предположение Н. С. Арцыбашева[101] о том, что данный летописный город получил своё название по нынешней реке Болва, которая вплоть до XVIII века называлась именно Оболвь или Оболва. Следовательно, город располагался на территории современных Калужской или Брянской областей, по которым протекает Болва.
50. ↑  Впервые упоминается в уставной грамоте Ростислава Мстиславоввича 1136 года, городом явно не назван[102].
51. ↑  Впервые упоминается в уставной грамоте Ростислава Мстиславоввича 1136 года как волость, городом явно не назван[104].
52. ↑  Город располагался на реке Ворминке, предположительно на месте села Вормина в Мглинском районе Брянской области России[107]. Упомянут один раз рядом со Вщижем[108].
53. ↑  Город или урочище[110]. Локализуется по единственному упоминанию под 1146 годом в Ипатьевской летописи — на пути от Севска к Корачеву[108]. Возможно, располагался на месте современного села Балдыж Орловской области. 
Т. Н. Никольская отождествляет с Болдыжем городище Большую Слободку[111][112].
54. ↑  Метоположение дискуссионно. М.П. Погодиным отождествлялся с селом Воробейня ныне в Жирятинском районе Брянской области. По результатам раскопок, городище в Воробейне датируется ранним железным веком и не может считаться древнерусским. По некоторым версиям, Воробиин может быть сопоставлен с комплексом археологических памятников X—XIII веков на левом берегу реки Веретенки в селе Кистёр Погарского района Брянской области[115].
55. ↑  Болохов, по предположениям историков, находился в землях верховья Южного Буга, в бассейнах реки Горынь с притоком Случь и реки Тетерев. Это следует из упоминаний о нём в Галицко-Волынской летописи XIII века[117]. Самое первое связано с 1150 годом, когда Владимирко, князь Галицкий, шёл из Галича в Киев через Болохов: «и приде Изяславу весть, еже Володимирко перешед Болохово, идеть мимо Мунарева к Володареву». Второе упоминание относится к 1170 году, когда Мстислав II через Болохов бежал из Киева к Владимиру Волынскому. Третье упоминание приходится на 1231 год, четвертое, по поводу нападения Даниила Галицкого, на 1241 год, и, наконец, последнее на 1257 год[118]. Известные в настоящий момент летописные тексты, как и прочие исторические источники, не позволяют с приемлемой, достаточной для проведения археологических изысканий точностью, определить местоположения города Болохов[119].
56. ↑  Следы разрушенного городища, сопоставляемого со средневековым городом Володарев располагаются в центре посёлка Володарка, на левом берегу реки Рось, напротив устья реки Торц. Володарев являлся одной из крепостей, входящих в Поросскую оборонительную линию Первое упоминание связано с 1150 годом, когда Владимирко, князь Галицкий, шёл из Галича в Киев через Болохов: «и приде Изяславу весть, еже Володимирко перешед Болохово, идеть мимо Мунарева к Володареву»[118].
57. ↑  Впервые упомянут в летописи под 1156 годом. Также упомянут в епископской грамоте начала XIII века «О погородьи»[125][33].
58. ↑  Впервые упомянут в Лаврентьевской летописи под 1175 годом[86]. По Новгородской летописи, время начала его строительства — 1158 год[126].
59. ↑  В книге «Очерки по истории русской деревни X—XIII вв» указано, что средневековый Василев ныне деревня Васильево Краснинского района Смоленской области[128].
60. ↑  Луки упоминаются в новгородских берестяных грамотах № 675 (1140-е — начало 1160-х годов) и № 1005 (вторая четверть — середина XII века)[130].
61. ↑  Находился на правом берегу Оки. Соотносится с городищем, расположенным недалеко от нынешнего села Вакино Рыбновского района Рязанской области. Впервые упомянут в летописи под 1180 годом[132].
62. ↑  Входил в число поселений так называемого Бежицкого ряда.
63. ↑  Впервые упомянут в епископской грамоте начала XIII века (датируется периодом 1211—1218 годов) «О погородьи».[135]
64. ↑  Впервые упомянут в епископской грамоте начала XIII века (датируется периодом 1211—1218 годов) «О погородьи»[136].
65. ↑  Впервые упомянут в епископской грамоте начала XIII века (датируется периодом 1211—1218 годов) «О погородьи»[124]. Местоположение не установлено. Существуют следующие версии: П.В. Голубовский полагал, что город располагался на юге княжества западнее Рогнедина на городище у села Сеславль; археолог А.А. Метельский предполагает, что Изяславль был расположен на месте большого городища у села Горы Горецкого района Могилевской области[137].
66. ↑  Впервые упомянут в епископской грамоте начала XIII века (датируется периодом 1211—1218 годов) «О погородьи»[124]. Местоположение не установлено.
67. ↑  Впервые упомянут в епископской грамоте начала XIII века (датируется периодом 1211—1218 годов) «О погородьи»[138][33].
68. ↑  Впервые в письменных источниках Олонец упоминается в приписке к Уставу новгородского князя Святослава Ольговича. Сам устав датируется 1136 или 1137 годом. Однако, современные историки датируют приписку XIII веком[142], а первым упоминанием считается 1228 год, когда Олонец упоминают записи в нескольких летописях[142].
69. ↑  Впервые упомянут в Галицко-Волынской летописи под 1230 годом[143].